# Masaaki Murakami
Masaaki Murakami (村上 昌謙?, Murakami Masaaki; Shiga, 7 agosto 1992) è un calciatore giapponese, portiere dell'Avispa Fukuoka.

## Palmarès

### Club

#### Competizioni nazionali
- Coppa J. League: 1

Avispa Fukuoka: 2023